# Gianni Infantino
Pour les articles homonymes, voir Infantino.
Giovanni Vincenzo Infantino, dit Gianni Infantino, né le 23 mars 1970 à Brigue (Suisse), est un juriste et dirigeant sportif helvético-italien.
Secrétaire général de l'UEFA de 2009 à 2016, il est le président de la FIFA depuis le 26 février 2016 en remplacement de Sepp Blatter.

## Biographie

### Jeunesse
Né à Brigue dans le canton du Valais en Suisse, fils d'immigrés italiens (son père est originaire de Reggio de Calabre et sa mère de la Val Camonica), il détient les nationalités suisse et italienne. Infantino fait ses études de droit à l'université de Fribourg,. Polyglotte (il parle allemand, français, anglais, espagnol, italien et arabe), Gianni Infantino est conseiller pour plusieurs organisations liées au football dont les Ligues italienne, espagnole et suisse. 

### Carrière
En 1995, il devient juriste au Centre international pour les études sur le sport (CIES), à l'université de Neuchâtel. Il est aussi supporter de l'Inter Milan.

#### Entrée à l'UEFA
Infantino entre au département juridique et commercial de l'UEFA en 2000, détaché au football professionnel. Il est nommé directeur de la division des affaires juridiques et des licences de clubs en janvier 2004 (jusqu'en 2007) puis petit à petit il gravit les responsabilités au sein de l'Organisation comme directeur général par intérim de février à mai 2007, directeur de la gouvernance et de la division des affaires juridiques de 2007 à 2009. Lors de l'élection de Michel Platini comme président de l'UEFA en 2007, Gianni Infantino devient vite son homme de confiance et c'est ainsi qu'il prend le secrétariat général de l'UEFA en octobre 2009. Comme secrétaire général, Infantino réalise le fair-play financier et la mise en place d'un euro à 24 équipes pour la compétition de 2016. Gianni Infantino fut aussi le maître de cérémonie du tirage des Euro 2012 et 2016.

#### Présidence de la FIFA
Le 26 octobre 2015, alors peu connu du grand public, il annonce sa candidature à la présidence de la FIFA à la suite de la suspension de Blatter. Gianni Infantino est élu président de la FIFA le 26 février 2016 au second tour avec 115 voix contre 88 pour Salman Al Khalifa, 4 voix pour le prince Ali ben Al Hussein et 0 voix pour Jérôme Champagne. Le mandat d'Infantino est de 4 ans.
Un mois après son élection, il est cité dans l'affaire des Panama Papers pour avoir signé en 2006 plusieurs contrats commerciaux au nom de l'UEFA avec une société offshore détenue par deux Argentins inculpés dans le scandale de corruption à la FIFA.
En 2016, sa rémunération s'élève à 1,4 million d'euros, contre 3,63 millions d'euros pour Sepp Blatter en 2015. Elle augmente en 2023 à près de 2 millions d'euros, auquel s'ajoute un bonus de 1,6 million d'euros lié à la coupe du monde au Qatar.
À la tête de la FIFA, il a fait passer le nombre d'équipes participant à la Coupe du monde à 48 (pour 2026) contre 32 jusqu'à présent, et impose l'arbitrage vidéo pour le mondial 2018. En mai 2017, il destitue 2 coresponsables de son comité d'éthique alors que ce même comité d'éthique mène plusieurs enquêtes contre lui,.
Le 2 novembre 2018, il est cité dans l'enquête Football Leaks 2 sur le contournement des règles du fair-play financier.
Il augmente fortement les recettes de la FIFA grâce à l'augmentation du nombre de compétitions, particulièrement en Asie, et l'augmentation du nombre d'équipes participantes, ce qui lui permet d'augmenter la redistribution aux fédérations nationales (ses électeurs), qui atteint 2,8 milliards de dollars en 2023.
Il est réélu à la tête de la FIFA pour un deuxième mandat jusqu'en 2023, puis pour un troisième mandat jusqu'en 2027.

### Vie privée
Gianni Infantino est marié depuis 2001 à une Libanaise, Lina Al Achkar. Ils ont eu ensemble quatre filles et un fils : des jumelles Alessia et Sabrina, ainsi qu'une autre fille, Shanïa Serena, puis Dhalia Nora. En 2022, Gianni Infantino déménage son domicile fiscal de Küsnacht dans le canton de Zurich pour Zoug, où la fiscalité est plus avantageuse,,. Il loue une maison au Qatar, sur l'île artificielle The Pearl à proximité de Doha, où une partie de ses enfants sont scolarisés,.

## Polémiques
Samedi 19 novembre 2022, à la veille du lancement de la Coupe du monde de football 2022 au Qatar qui a fait l'objet de nombreuses critiques, il prononce un long et virulent discours en réponse à ces polémiques, proclamant par exemple « Aujourd’hui, je me sens qatari ; aujourd’hui je me sens arabe ; aujourd’hui, je me sens africain ; aujourd’hui, je me sens gay ; aujourd’hui, je me sens handicapé ; aujourd’hui, je me sens un travailleur migrant. » [...] « Avec ce que l’Europe a fait au monde ces trois mille dernières années, elle devrait commencer par s’excuser pendant trois mille ans avant de donner des leçons à qui que ce soit ».
Lors de la veillée mortuaire de Pelé, il fait scandale en se prenant en photo devant le cercueil du joueur.

## Distinctions
- Commandeur de l'ordre du Mérite Congolais (2019)[26]
- Collier d'or du mérite sportif (Italie, 2017)[27]
- Commandeur de l'ordre du Mérite du Nigéria (2019)[28]
- Médaille de l'ordre de l'Amitié (Russie, 2018)[29].